# Classical Mushroom
『Classical Mushroom』（クラシカル マッシュルーム）とは、イスラエル出身の音楽ユニット、Infected Mushroomによるセカンド・アルバム。
前作『The Gathering』とは打って変わって、キャッチーでクラシカルなメロディーをふんだんに使い、「プログレッシブ・サイケデリック・トランス」というジャンルを確立した、同ジャンルにおいて最も有名なアルバムのひとつである。

## 収録曲
1. Bust a Move – 8:21
2. None of this is Real – 6:22
3. Sailing in the Sea of Mushroom – 8:18
4. The Shen – 8:33
5. Disco Mushroom – 8:46
6. Dracul – 8:00
7. Nothing Comes Easy – 7:26
8. Mush Mushi – 7:36
9. The Missed Symphony – 10:25